# Jens Altmann
Jens Altmann (* 28. März 1968) ist ein deutscher Behindertensportler der Disziplin Standvolleyball.

## Werdegang
Jens Altmann ist schwerbehindert und tritt in der Kategorie C an (Oberarm-Amputation links). Er spielt für die Versehrtensportgemeinschaft Gelsenkirchen. Er wurde als Volleyballspieler in die Deutsche Behindertennationalmannschaft berufen. 1993 und 1995 wurde er mit der deutschen Mannschaft Europameister sowie 1994 und 1998 Vize-Weltmeister. 
1996 nahm er an den Paralympischen Sommerspielen in Atlanta teil. Hier erreichte die deutsche Mannschaft das Endspiel im Volleyballwettbewerb. Die Mannschaft setzte sich im Endspiel zusammen aus Jens Altmann, Elmar Sommer, Rudolf Schwietering, Pavo Grgic, Manfred Kohl, Stefan Kaiser, Josef Weissenfels, Andreas Johann, Bernard Schmidt und Josef Giebel und erzielte den Olympiasieg mit Goldmedaille. Jens Altmann und die Deutsche Behinderten-Volleyballmannschaft wurden vom Bundespräsidenten mit dem Silbernen Lorbeerblatt ausgezeichnet.
Auch bei den folgenden Sommer-Paralympics 2000 in Sydney gewann Altmann mit der deutschen Mannschaft die Goldmedaille. Später erreichte er unter anderem erste Plätze beim World Cup in Phnom Penh (2007, 2009, 2011) und den World Championships 2008 in Handlová.
Altmann lebt in Leipzig und arbeitet als Taxifahrer.